# Кирицешти (Уда)
Кирицешти (рум. Chirițești) насеље је у Румунији у округу Арђеш у општини Уда. Oпштина се налази на надморској висини од 343 m.

## Становништво
Према подацима из 2002. године у насељу је живело 164 становника, од којих су сви румунске националности.